# Magic Organ
Het Keizerwaardorgel of Magic Organ is een Nederlands elektronisch orgel dat rond 1960 werd gebouwd door radiotechnicus Jaap Keizerwaard.

## Het orgel
Het Keizerwaardorgel is zowel qua elektronica als het mechanisch gedeelte met de hand gebouwd, omdat de onderdelen los niet voorhanden waren. In 1963 was het gereed, hoewel de maker ervan bleef streven naar verbeteringen en uitbreidingen. Het had drie manualen, een pedaalbak en een uitgebreide registratie.

## In de publiciteit
Een Veenendaalse muziekdistributeur bracht Cor Steyn samen met de producer John Möring van platenmaatschappij Bovema in contact met de maker van het orgel. Een afspraak volgde om een opname te gaan maken en binnen een maand werd de eerste langspeelplaat uitgebracht. In de VARA-studio in Hilversum werd een week lang programma's met het orgel opgenomen. Hierna volgden opnames in Saint Germain des Pres met Cor Steyn en Tom Manders (Dorus). In deze periode kreeg het orgel de naam Magic Organ, temeer omdat in die tijd alleen nog maar huisorgels bestonden, zoals die van Eminent, Solina, de Philicorda en het zelfbouwmerk Neonvox, orgels met beperkte geluidsmogelijkheden. Cor Steyn maakte ook in het buitenland furore met het orgel. 
Door het plotseling overlijden van Cor Steyn in 1965 werd het orgel een tijdlang niet meer bespeeld, omdat de maker van het orgel het Magic Organ te zeer met de optredens van Cor Steyn verbond. Veel later mochten andere organisten erop spelen en opnames maken, zoals Stef Meeder, Bernard Drukker, John Propitius, Joop Walvis, Willy Weits en Jan van Weelden. Deze laatste gebruikte het orgel ook voor samenzang evenementen, waarna Keizerwaard het orgel aanpaste voor klassieke werken. Vanaf dat moment heette het orgel weer het Keizerwaardorgel.

## Opbouw van het orgel
Het orgel is opgebouwd uit een speeltafel met pedaalbak, een generatorkast en een versterkereenheid met luidsprekers. De speeltafel bevat drie klavieren en een zeer groot aantal registerschakelaars en die samen met de pedaalbak dient als een controle-eenheid, die alle commando's geeft aan een separate generatorkast. Deze bevat een groot aantal elektronische componenten met totaal meer dan 900 transistoren en meer dan 400 afzonderlijke toongeneratoren, die onafhankelijk van elkaar kunnen worden gestemd. Zo kan het orgel net als bij een pijporgel 'pijp voor pijp' worden gestemd. Met de talrijke schakelaars op de speeltafel kunnen oneindig veel geluidseffecten worden gecreëerd. Het geluid dat ontstaat, wordt toegevoerd aan 18 versterkers, die het versterkte geluid toevoeren aan een tiental luidsprekerboxen van elk 50 watt.
Terwijl de meeste orgels tonen hebben van 16, 8 en 4 voet, met bij sommige een uitbreiding naar 5 1/3 en 2 2/3 voet, heeft het Keizerswaardorgel daarbuiten verder nog tonen in het Flute-register 16´, 8´, 4´, 2 2/3´, 2´, 1 3/5´, 1 1/3´, 1 1/7´, 1´, 8/9´, 4/5´, 8/11´, 2/3´ en 1/2´. De nieuwste toevoeging aan het orgel is een MIDI-mogelijkheid op het bovenste manuaal, ook weer door de ontwerper aangebracht.

## Trivia
- Het Magic Organ bestaat nog altijd en wordt bewaard bij het Nederlands Instituut voor Beeld en Geluid in Hilversum.